# Alergia a la leche
La alergia a la leche es una reacción inmunitaria adversa hacia una o más proteínas de la leche. Puede ser inmediata, con síntomas que se desarrollan en pocos minutos hasta dos horas, y puede provocar anafilaxia. Esta es una condición potencialmente mortal que requiere tratamiento inmediato con epinefrina, entre otras medidas. O pueden ser reacciones retardadas, con síntomas que tardan de horas a días en aparecer, tales como dermatitis atópica, inflamación del esófago, enteropatía (que afecta al intestino delgado) y proctocolitis (que afecta al colon y el recto).
Se maneja evitando la ingesta de todo tipo de lácteos y de comidas que puedan contenerlos como ingredientes. En personas con reacciones rápidas (alergia a la leche mediada por lgE) la dosis capaz de provocar una reacción alérgica puede ser unos pocos miligramos, así que es necesario evitar los lácteos estrictamente. La declaración de la presencia de trazas de leche no es obligatoria en casi ningún país.
La alergia a la leche afecta a entre el 2 y el 3% de bebés y niños. Para reducir el riesgo, se recomienda que los bebés sean exclusivamente amamantados por al menos cuatro meses, preferentemente seis antes de darles leche de vaca. Si hay historia familiar de alergia a los lácteos, se pueden considerar las fórmulas a base de soja, pero entre el 10 y el 15% de los bebés con alergia a la leche también reaccionan a la soja. La mayoría de los niños superan la alergia a la leche, pero para aproximadamente el 0,5% la condición persiste en la edad adulta. Se está investigando la inmunoterapia oral, pero sus beneficios no están claros.

## Signos y síntomas
Las alergias a los alimentos pueden tener un inicio rápido (de minutos a 2 horas), un inicio tardío (hasta 48 horas o incluso 1 semana), o combinaciones de ambos, dependiendo de los mecanismos involucrados. La diferencia depende de los tipos de glóbulos blancos implicados. Los glóbulos B, un subconjunto de los glóbulos blancos, sintetizan y secretan rápidamente la inmunoglobulina E (IgE), una clase de anticuerpo que se une a los antígenos, es decir, a las proteínas extrañas. Así pues, las reacciones inmediatas se describen como mediadas por la IgE. Las reacciones retardadas implican mecanismos inmunes no mediadas por la IgE, iniciados por los glóbulos B, los glóbulos T y otros glóbulos blancos. A diferencia de las reacciones por la IgE, no hay moléculas biomarcadoras específicas que circulen en la sangre, por lo que la confirmación se realiza retirando el alimento sospechoso de la dieta y viendo si los síntomas se resuelven.
Los síntomas causados por la IgE incluyen: erupción cutánea, urticaria, picazón en la boca, los labios, la lengua, la garganta, los ojos, la piel u otras zonas, hinchazón de los labios, la lengua, los párpados o toda la cara, dificultad para tragar, nariz mocosa o congestionada, voz ronca, sibilancias, falta de aliento, diarrea, dolor abdominal, mareos, desmayos, náuseas y vómitos. Los síntomas de las alergias varían de una persona a otra y también pueden variar de un incidente a otro. El peligro grave de las alergias puede comenzar cuando el tracto respiratorio o la circulación sanguínea se ven afectados. El primero puede estar indicado por sibilancias, obstrucción de las vías respiratorias y cianosis, el segundo por pulso débil, piel pálida y desmayos. Cuando se presentan estos síntomas, la reacción alérgica se denomina anafilaxia. La anafilaxia se produce cuando los anticuerpos IgE están implicados, y las áreas del cuerpo que no están en contacto directo con los alimentos se ven afectadas y muestran síntomas graves. Sin tratamiento, esto puede llevar a la vasodilatación, una situación de baja presión sanguínea llamada shock anafiláctico, y muy raramente, a la muerte.
En el caso de la alergia a la leche, las respuestas no mediadas por la IgE son más comunes que las mediadas por la IgE. La presencia de ciertos síntomas, como el angioedema o el eccema atópico, se relaciona más probablemente con las alergias mediadas por la IgE, mientras que las reacciones no mediadas por la IgE se manifiestan como síntomas gastrointestinales, sin síntomas cutáneos o respiratorios. Dentro de la alergia a la leche de vaca no causada por la IgE, los médicos distinguen entre el síndrome de enterocolitis inducida por proteínas alimentarias (FPIES por sus siglas en inglés), la proctocolitis alérgica inducida por proteínas alimentarias (FPIAP por sus siglas en inglés) y la enteropatía inducida por proteínas alimentarias (FPE por sus siglas en inglés). 
Los alimentos desencadenantes comunes para todos son la leche de vaca y los alimentos de soja (incluida la fórmula infantil de soja). Se considera que el FPIAP se encuentra en el extremo más leve del espectro, y se caracteriza por deposiciones con sangre intermitentes. La FPE se identifica por la diarrea crónica que se resolverá cuando se elimine el alimento que la produce de la dieta del niño. La FPE puede ser severa, caracterizada por vómitos persistentes, de 1 a 4 horas después de que se ingiera un alimento que contiene un alergeno, hasta el punto de letargo. La diarrea acuosa y a veces con sangre puede desarrollarse de 5 a 10 horas después de la comida desencadenante, hasta el punto de deshidratación y baja presión sanguínea. Los bebés que reaccionan a la leche de vaca también pueden reaccionar a la fórmula de soja, y viceversa. Se han establecido directrices de consenso internacional para el diagnóstico y el tratamiento del FPIES.

## Prevención
La investigación sobre la prevención aborda la cuestión en primer lugar de si es posible reducir el riesgo de desarrollar una alergia. Las investigaciones concluyeron que no hay pruebas sólidas para recomendar cambios en la dieta de las mujeres embarazadas o lactantes como medio de prevenir el desarrollo de la alergia alimentaria en sus bebés. En el caso de las madres de bebés considerados de alto riesgo de desarrollar alergia a la leche de vaca debido a sus antecedentes familiares, hay algunas pruebas de que la madre lactante que evita los alérgenos puede reducir el riesgo de que el niño desarrolle eccema, pero un estudio de Cochrane concluyó que se necesita más investigación.
Las directrices de diversas organizaciones gubernamentales e internacionales recomiendan que para minimizar el riesgo de alergia, los lactantes sean alimentados exclusivamente con leche materna durante 4 a 6 meses. No parece haber ningún beneficio en extender ese período más allá de los seis meses. Si una madre lactante decide comenzar a alimentar a su bebé con una fórmula infantil antes de los cuatro meses, la recomendación es usar una fórmula que contenga proteínas de leche de vaca.
Un caso diferente es cuando hay un historial familiar -ya sea de padres o hermanos mayores- de alergia a la leche. Las tres opciones para evitar la fórmula con proteínas intactas de la leche de vaca son la sustitución por un producto que contenga proteínas lácteas extensamente hidrolizadas, o una fórmula no láctea, o una que utilice aminoácidos libres. El proceso de hidrolización rompe las proteínas intactas en fragmentos, reduciendo en teoría el potencial alergénico. En 2016, la Administración de Drogas y Alimentos de los Estados Unidos (FDA) aprobó la consideración de que la proteína de suero hidrolizada es hipoalergénica, pero un metaanálisis publicado ese mismo año cuestionó esta afirmación, concluyendo que, con base en docenas de ensayos clínicos, no había suficiente evidencia para apoyar la afirmación de que una fórmula parcialmente hidrolizada podría reducir el riesgo de eccema. La fórmula de soja es un sustituto común, pero los niños con alergia a la leche también pueden tener una respuesta alérgica a la fórmula de soja. La fórmula de arroz hidrolizado es una opción, al igual que las fórmulas más caras a base de aminoácidos.

## Tratamiento
La necesidad de una dieta libre de lácteos debe ser vuelta a evaluar cada seis meses mediante el análisis de productos que contengan leche en la "escalera de la leche", como los alimentos completamente cocinados, es decir, alimentos horneados que contengan leche, en los que las proteínas de la leche han sido desnaturalizadas, y terminando con queso fresco y leche normal. La desensibilización por medio de la inmunoterapia oral se considera experimental.
El tratamiento de la ingestión accidental de productos lácteos por parte de personas alérgicas varía según la sensibilidad de la persona. Se puede prescribir un antihistamínico, como la difenhidramina (Benadryl). A veces se recetará prednisona para prevenir una posible reacción de hipersensibilidad de fase tardía de tipo I. Las reacciones alérgicas graves (anafilaxia) pueden requerir un tratamiento con un inyector de epinefrina, es decir, un dispositivo de inyección diseñado para ser utilizado por una persona que no sea un profesional sanitario cuando está justificado un tratamiento de emergencia. Se necesita una segunda dosis en el 16-35% de los episodios.

## Evitar los lácteos
La mayoría de la gente encuentra necesario evitar estrictamente cualquier artículo que contenga ingredientes lácteos. La razón es que la dosis umbral individual capaz de provocar una reacción alérgica puede ser bastante pequeña, especialmente en los bebés. Se estima que el 5% reacciona a menos de 30 miligramos de proteínas lácteas, y el 1% reacciona a menos de 1 miligramo.. Un estudio más reciente calculó que la dosis umbral para provocar una reacción alérgica en el 1% de las personas (ED01) con alergia confirmada a la leche de vaca es de 0,1 mg de proteína de la leche de vaca.
Más allá de lo obvio (cualquier cosa con leche, queso, crema, cuajada, mantequilla o yogur en el nombre), en los países donde el etiquetado de alérgenos es obligatorio, la lista de ingredientes se supone que enumera todos los ingredientes. Cualquier persona que tenga alergia o cuide a una persona alérgica a las proteínas lácteas debe leer siempre con atención las etiquetas de los envases de los alimentos, ya que a veces incluso una marca conocida sufre un cambio en los ingredientes. Los ingredientes de las proteínas de origen lácteo incluyen caseína, caseinatos, suero de leche y lactoalbúmina, entre otros).  La agencia de alimentos y alimentación tiene un proceso de recuperación de alimentos que contienen ingredientes alergénicos no declarados. La Universidad de Wisconsin tiene una lista de alimentos que pueden contener proteínas lácteas, pero que no siempre son obvios por el nombre o el tipo de alimento. Esta lista contiene los siguientes ejemplos: 
| - Pan, productos de panadería y postres - Caramelos y turrón - Cereales, galletas, barritas de comida - Goma de mascar - Chocolate ("con leche" y "negro") - Sopas que sean "crema de...". | - Salsas cremosas para pasta - Aderezos cremosos para ensaladas - Ponche de huevo - Papas fritas con sabor - Perritos calientes y fiambre - Puré de patatas instantáneo | - Margarina - Bebidas alimenticias médicas - Crema no láctea - Sorbete - Pudín y natillas |

Hay una distinción entre "Contiene ___" y "Puede contener ___". El primero es una adición deliberada a los ingredientes de un alimento y debe ir indicado. El segundo se refiere a la posible inclusión involuntaria de ingredientes, en este caso de origen lácteo, durante el transporte, el almacenamiento o en el lugar de fabricación, y es voluntario, y se denomina etiquetado preventivo de alérgenos.
La leche de otras especies de mamíferos (cabra, oveja, etc.) no debe utilizarse como sustituto de la leche de vaca, ya que las proteínas de la leche de otros mamíferos suelen tener una reacción cruzada. No obstante, algunas personas con alergia a la leche de vaca pueden tolerar la leche de cabra o de oveja, y viceversa. La leche de camellos, cerdos, renos, caballos y burros también puede ser tolerada en algunos casos.  Se han analizado productos probióticos y se ha descubierto que algunos contienen proteínas lácteas que no siempre se indicaban en las etiquetas.

## Reactividad cruzada con la soja
Los lactantes —aunque sigan amamantados al 100% o con fórmula infantil— y también los niños pequeños pueden ser propensos a una alergia cruzada a la leche de vaca y a la proteína de soja, lo que se conoce como "intolerancia a la proteína de la leche y la soja" (IPMS por sus siglas en inglés). Un sitio web del gobierno estatal de los Estados Unidos presenta este concepto y una recomendación para que las madres lactantes dejen de comer cualquier alimento que contenga ingredientes lácteos o de soya. En oposición a esta recomendación, un estudio científico publicado afirma que aún no había suficiente evidencia en la literatura de ensayos en humanos para concluir que el que las madres lactantes no tomen alimentos que contengan ingredientes lácteos o proteínas de soya en la dieta durante la lactancia prevendría o trataría los síntomas alérgicos en los bebés amamantados.
En un estudio se presentó información sobre la alergia a la leche, la alergia a la soja y la reactividad cruzada entre ambas. Se describió que la alergia a la leche se presentaba en el 2,2% al 2,8% de los niños y que disminuía con la edad. La alergia a la soja se describió como algo que ocurre del cero al 0,7% de los niños pequeños. Según varios estudios citados, se determinó que entre el 10% y el 14% de los lactantes y niños pequeños con alergia confirmada a la leche de vaca también son sensibles a la soja y en algunos casos tienen una reacción clínica después de consumir un alimento que contiene soja. La investigación no abordó si la causa eran dos alergias separadas o una reacción cruzada debido a una similitud en la estructura de la proteína, como ocurre con la leche de vaca y la leche de cabra. Las recomendaciones son que los lactantes diagnosticados como alérgicos a la fórmula infantil de leche de vaca sean cambiados a una fórmula de proteína extensamente hidrolizada en lugar de una fórmula de proteína entera de soja.